# جلكى مورية
جلكى مورية (الاسم العلمي: Lampetra morii) هي نوع من الحيوانات المائية يتبع جنس جلكى لاحسة الحجر من فصيلة الجلكية.